# Eero Mäntyranta
Eero Antero Mäntyranta, född 30 november 1937 i Turtola, död 30 december 2013 i Uleåborg, var en finländsk längdskidåkare som tävlade under 1960-talet och i början av 1970-talet.
Mäntyranta räknas som en av Finlands främsta längdskidåkare genom tiderna. Han slog igenom vid OS 1960 i Squaw Valley där han var med i det finländska stafettlag som tog guld. Individuellt slutade han på sjätte plats på 15 kilometer.
Vid VM 1962 i Zakopane i Polen vann Mäntyranta sin första individuella medalj när han vann guld på 30 kilometer. Han slutade även på femte plats på 15 kilometer.
Nästa större mästerskap var OS 1964 i Innsbruck som blev hans främsta mästerskap. Där vann han två guld, på 30 kilometer och på 15 kilometer. Båda gånger slog han norrmannen Harald Grønningen. Mäntyranta körde även slutsträckan i det finländska stafettlaget som tog silver knappt slagna av Sverige.
Vid VM i Oslo 1966 blev det guld på 30 kilometer, silver i stafett och brons på 50 kilometer. Dessutom slutade han på sjätte plats på 15 kilometer.
Hans sista större mästerskap blev OS 1968 i Grenoble där det åter blev tre medaljer. Denna gång silver på 15 kilometer och brons i både stafett och på 30 kilometer. 
Mäntyranta deltog även i OS 1972 där det bara blev en 19:e plats på 30 kilometer. 
1964 fick han motta Holmenkollenmedaljen för sina insatser. Han har även ett skidmuseum uppkallat efter sig i hemorten Pello. 